# 罗忠信
罗忠信（1897年—1962年），男，四川泸县人，中国政治人物，曾任四川省人民政府民政厅厅长，四川省人民政府委员会委员，四川省人民委员会副省长。